# Xavier Soto i Cortés
Xavier Soto i Cortés (Badalona, 7 de desembre 1961 – Badalona, 10 de gener de 1995) fou un polític català.

## Biografia
Fill d'una família treballadora, el 1979 començà a treballar en una empresa de consignataris del port i inicià la carrera de dret a la Universitat Autònoma de Barcelona, que no va acabar. Començà la seva carrera de líder estudiantil a l'Institut Eugeni d'Ors de Badalona i continuà dirigint les Joventuts Socialistes de Catalunya (FC-JSE). El 29 de novembre de 1981 fou nomenat coordinador nacional de la Joventut Socialista de Catalunya (JSC), i el 1983 primer secretari de les JSC, càrrec que va ocupar fins al 1991.Fou un bon aliat de les agrupacions del territori de la JSC, fou un Primer Secretari amatent i curador del territori i en la seva Presidencia es va crear un moviment nomenat "Front de comarques" que, entre altres accions,va establir el dialeg entre el pesament urba i el rural,es van incorporar tambe els moviments sectorials com el feminisme, la reivindicacio LGTBIQ i es va mantenir el logo del puny i l'estel, així com va posar en practica descentralitzacio d'actes a nivell nacional de la JSC.
Del 14 de febrer al 7 maig del 1984 fou diputat al Congrés dels Diputats. Fou elegit diputat a les eleccions al Parlament de Catalunya de 1984, 1988 i 1992. Dins el Parlament de Catalunya formà part de les comissions parlamentàries de Política Social, Justícia i Control de la Corporació Catalana de Ràdio i Televisió (CCRTV).
Durant aquest període fou membre del Consell Nacional de la Joventut de Catalunya (CNJC), de les Joventuts Socialistes d'Espanya (JSE) i de l'Associació de Joves Estudiants de Catalunya (AJEC). Alhora, defensà l'autonomia de les JSC respecte del PSC en propugnar el vot negatiu en el referèndum per a l'entrada d'Espanya a l'OTAN el 1986. El 3 d'octubre de 1991 fou nomenat secretari de Formació del PSC, i el febrer de 1994 Secretari de Moviments Socials.
Va morir poc després d'una malaltia infecciosa, la seva mort inesperada impacta la vida política catalana i els líders dels partits polítics i les seccions de joventut de l'època van destacar el seu compromís amb els joves i les polítiques socials.
La biblioteca de Llefià, inaugurada el 8 de juny del 2002, porta el seu nom.